# Bataille de Trans
Batailles
- Messac (843)
- Blain (843)
- Ballon (845)
- Jengland (851)
- Brissarthe (866)
- Trans-la-Forêt (939)
- Conquereuil (992)

La bataille de Trans est une victoire remportée par les Bretons sur les Vikings, à Trans-la-Forêt, vers le 1er août 939. Elle met fin à l’occupation du sol breton par les Hommes du nord.

## Contexte
La Bretagne est occupée par les Normands depuis la mort d’Alain le Grand, en 908. Venant d'Angleterre, Alain Barbetorte, fils de Mathuedoï, comte du Poher, et petit-fils d’Alain le Grand, débarque près de Dol en 936. Il remporte plusieurs victoires, comme celle de Dol, ou comme celle de Kastel-Auffret, à Plourivo, contre le chef viking Incon. Il prend Nantes en 937 et chasse les Normands de l’estuaire de la Loire, tandis que le comte Even débarrasse le Léon des pirates.
Mais des Normands, restes des armées de Seine de Guillaume Longue-Épée, retranchés dans la forêt de Villecartier, dévastent encore le pays de Dol et le Pays rennais. Juhel Bérenger, comte de Rennes, les combat vigoureusement. N’en venant pas à bout, il réclame l’appui, en 939, de son rival Alain Barbetorte, et celui d’Hugues Ier, comte du Maine.

## La bataille
Les Normands sont retranchés au vieux M’na, près de Trans. Les Bretons établissent leur camp en contrebas, aux Haies. On estime l’armée de Juhel Bérenger à quelque 500 hommes, celle d’Alain Barbetorte (essentiellement de la cavalerie) à 1 000 hommes. On ignore l’effectif aux ordres d’Hugues Ier, tout comme celui de l’ennemi. Les Bretons attaquent de trois côtés à la fois. Ils écrasent les Normands, qui doivent repasser le Couesnon.
Des traces de deux camps fortifiés subsistent aux environs de l'étang de Ruffien.
Le combat aurait eu lieu le 1er août, jour qui correspond à peu près à la grande fête celte du dieu solaire et chef des armées, Lug. Selon Pierre Le Baud, les Bretons auraient célébré le jour de cette bataille : « Au jour des Kalendes du mois d'août, jour que les Bretons décrétèrent être solennisé par la gent de Bretagne, par toutes les générations, parce que de là et après, commença derechef la Bretagne à être habitée par ses natifs et Bretons user des lois de leurs ayeux. »
Si cette bataille met fin à l'occupation, elle n’arrête pas les incursions normandes.